# Szövettan

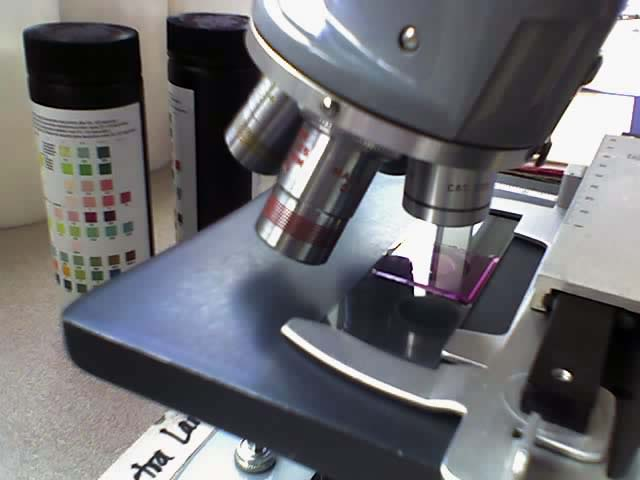
Szövettani minta fénymikroszkóp alatt

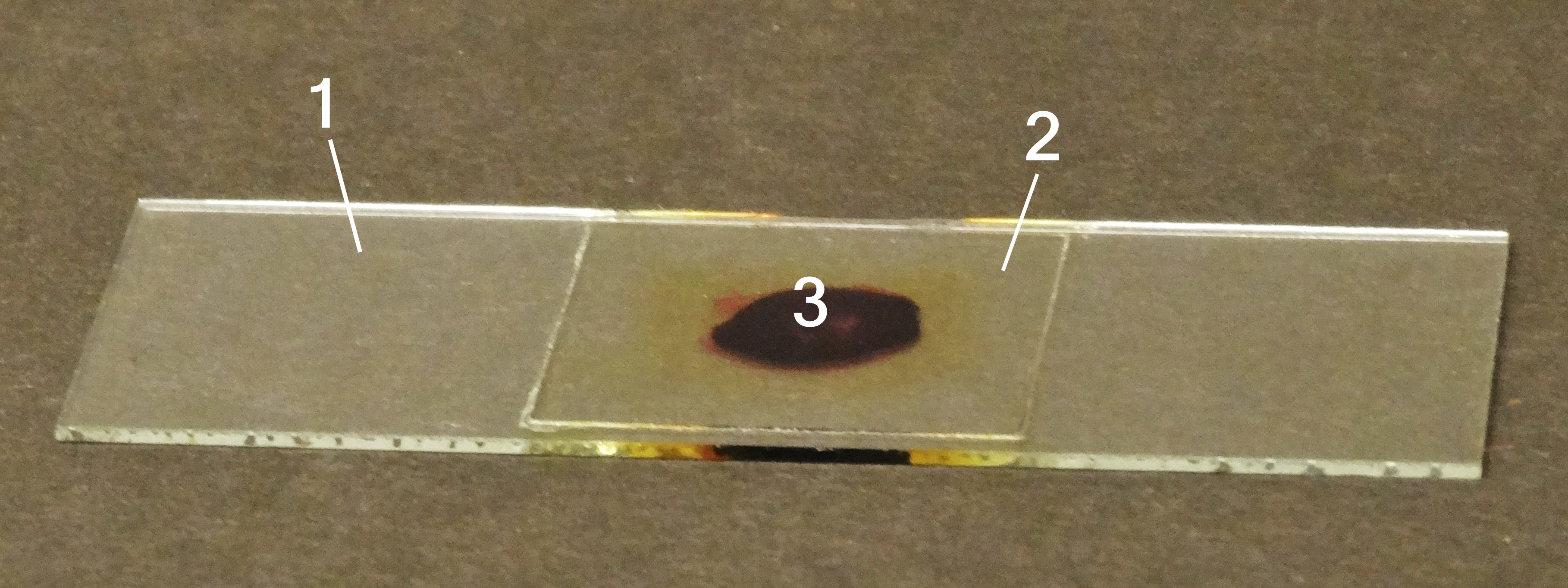
Tipikus szövettani minta:
1. tárgylemez
2. fedőlemez
3. eozinnal és hematoxilinnal festett szövet

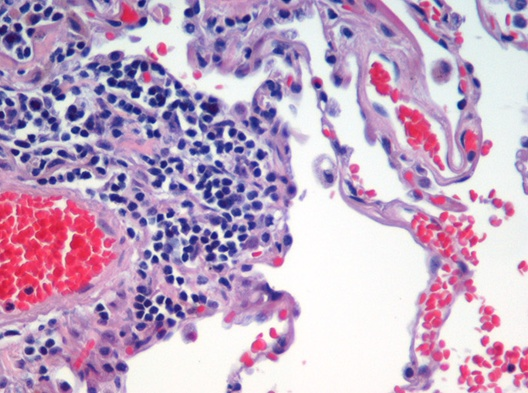
Megfestett emberi tüdőszövet fénymikroszkópos felvétele

A szövettan vagy hisztológia, a növények és állatok sejtjeinek és szöveteinek mikroszkopikus anatómiájának (mikroanatómiájának) tanulmányozása. Általában a sejtek és szövetek fénymikroszkóppal vagy elektronmikroszkóppal történő vizsgálatát jelenti. A mintadarabból egy vékony metszetet vágnak ún. mikrotommal és festés
(színezés) után a mikroszkóp tárgylemezére helyezik. Szövettani vizsgálatok végezhetők szövettenyészet alkalmazásával, amikor élő emberi vagy állati sejteket izolálnak és mesterséges környezetben tartanak különböző kutatási projektekhez. A mikroszkopikus struktúrák megfigyelhetőségét illetve azok azonosításának lehetőségét gyakran szövettani festés alkalmazásával javítják. A szövettan a biológia és az orvostudomány egyik fontos eszköze.
A beteg szövetek mikroszkópos vizsgálata fontos az anatómiai kórtanban, mivel a rák és egyéb betegségek pontos diagnózisa általában kórszövettani vizsgálatot igényel. Képzett orvosok, gyakran engedéllyel rendelkező patológusok, azok akik kórszövettani vizsgálatot végeznek és diagnosztikai információkat szolgáltatnak megfigyeléseik alapján. A vizsgálathoz szükséges preparátumokat, metszeteket szövettani technikusok, szövettani technológusok, kutató orvosok, orvosi laboratóriumi szakemberek vagy orvosbiológusok és egyéb biomedikai tudományt kiszolgáló dolgozók készítik. A szakmai területüket szövettani technológiának (histotechnology) nevezik.

## Története
A mikroszkopikus boncolástan megalapítója, a 17. században, az olasz Marcello Malpighi orvos, anatómus és hisztológus. Malpighi a denevérek, a békák és más állatok szerveinek több részét elemezte a mikroszkóp alatt. A tüdő szerkezetét tanulmányozva megfigyelte a tüdőhólyagocskákat valamint a vénák és az aorták közötti hajszálereket kapcsolatokat, amelyeket kapillárisoknak nevezett. Az ő felfedezései alapján sikerült megállapítani, hogyan kerül a belélegzett oxigén a véráramba.
A 19. században a szövettan egy önálló tudományág volt. A francia anatómus Marie-François-Xavier Bichat (1771 – 1802)  1801-ben vezette be a szövet fogalmát anatómiai szempontból. A szövettan kifejezést először Carl Mayer (1787 – 1865) használta egy 1819-ben megjelent könyvében.
Az 1906-os orvosi Nobel-díjat Camillo Golgi és Santiago Ramón y Cajal kapták  szövettani munkájukért. Az agy idegi struktúráját értelmezték különbözőképpen ugyanazon kép alapján. Cajal a díjat helyes elméletéért kapta míg Golgi a festési technikájáért ami lehetővé tette az előbbit.

## A szövetek típusai
Az állati szöveteknek négy típusa van: izomszövet, idegszövet, kötőszövet és hámszövet. Minden más szövettípus a négy alapvető szövettípus altípusát képezi (például a vér a kötőszövetnek minősül, mivel a vérsejtek extracelluláris mátrixban, a plazmában lebegnek).
- Epithelium (hámszövet): a mirigyek, a bél, a bőr és néhány szerv szövete, mint a máj, tüdő és vese
- Endothelium (laphám): a vér és nyirokerek szövete
- Mesothelium (savós hártyák): a mellhártya és szívburok szövete
- Mesenchyme: a szervek közötti terek kitöltése, beleértve a zsír-, izom-, csont-, porc- és ínsejteket
- Vérsejtek: a vörös és a fehérvérsejtek, beleértve a nyirokcsomókban és a lépben találhatóakat
- Idegsejtek (neuronok): az idegrendszer bármely ingerületek vezetésére alkalmas sejtje
- Ivarsejtek: szaporodási sejtek, ondósejt (hím), petesejt (nőstény)
- Méhlepény : a valódi emlősökre jellemző szerv, amely a terhesség alatt, az anya és az utódok összekapcsolásával a belső (endokrin) elválasztást és az oldódó, de nem szemcsés vérképző anyagok szelektív cseréjét biztosítja
- Őssejtek: olyan sejtek, amelyek képesek különböző típusú szöveti sejtekké alakulni

A növények, gombák és mikroorganizmusok szövetei is vizsgálhatók. Szerkezetük eléggé különbözik az állati szövetektől. A növények esetében a szövetek tanulmányozását növényi anatómiának nevezik. Az alábbi fő szövettípusokat különböztetik meg:
- Merisztéma (ős-osztódószövet)
- Alapszövet
- Bőrszövet (epidermisz)
- Szállítószövet

## Metszetkészítés
Mikroszkóppal jól átvilágítható minta/metszet előállítása „szeleteléssel” történik. Az előkészítés főbb fázisai a következők:

### Rögzítés

#### Kémiai rögzítés formaldehiddel vagy más vegyszerekkel
A kémiai rögzítőszereket a szövet lebomlása ellen és a sejtek és szubcelluláris komponensek, (például sejtmag, mitokondriumok) strukturájának megőrzéséhez használják. A fénymikroszkópia leggyakoribb rögzítője 10% semleges formalin pufferoldat (4% formaldehid, foszfáttal pufferolt sóoldatban]. Az elektronmikroszkópos vizsgálathoz a leggyakrabban használt fixáló egy 2,5%-os glutáraldehid oldat, foszfáttal pufferolt sóoldatban. Ezek a rögzítőanyagok megőrzik a szöveteket illetve sejteket, elsősorban irreverzibilis térhálósító fehérjék segítségével. Ezeknek az aldehid-rögzítőszereknek az a fő hatása, hogy a fehérjékben metiléngyök (-CH  2  -) képződés útján térhálósítanak aminocsoportokat formaldehid illetve C  5  H  10  keresztkötésekkel glutáraldehid esetén. Ez a folyamat, a sejtek és szövetek szerkezeti integritásának megőrzése mellett, károsíthatja a fehérjék, különösen enzimek biológiai funkcionalitását, és bizonyos mértékig denaturálhatja ezeket. Ez káros lehet egyes szövettani technika alkalmazásakor. Az elektronmikroszkópos vizsgálatokhoz szintén gyakran használnak ozmium-tetroxid vagy uranil-acetát rögzítőszert.
A formalin rögzítés az mRNS, a miRNS és a DNS degradációjához, valamint a fehérjék denaturálásához és módosításához vezet a szövetekben. Azonban a nukleinsavak és fehérjék extrakciója és analízise formalin-rögzített, paraffinba ágyazott szövetekből megfelelő protokollok segítségével lehetséges.

#### Fagyasztásos rögzítés
A fagyasztásos eljárás gyors módja a szövettani metszetek rögzítésének és tárgylemezre vitelének, egy kriosztát (mélyhűtőberendezés) használatával. Gyakran használják a daganatok műtéti eltávolítása után, ami lehetővé teszi annak határainak gyors ellenőrzését, vagyis hogy a daganat teljesen el van-e távolítva.

### Feldolgozás - kiszárítás, tisztítás és átitatás
A preparálás célja, hogy eltávolítsa a vizet a szövetekből, és egy olyan közeggel cserélje ki, amely megszilárdul és lehetővé teszi a vékony szeletek vágását. A biológiai szövetnek kemény formát/burkot kell képezni, hogy eléggé vékony szeleteket vághassunk, általában 5 μm (mikrométer, 1000 mikrométer = 1 mm) vastagságú fénymikroszkópiára és 80-100 nm (nanometer, 1 000 000 nanométer = 1 mm) vastag elektronmikroszkópiára. Fénymikroszkópos vizsgálathoz leggyakrabban méhviasszal kevert paraffint alkalmaznak. Mivel vízzel, ami szövet legfontosabb összetevője, nem elegyedik, a vizet először dehidratációval el kell eltávolítani. A mintákat a fokozatosan egyre koncentráltabb etanol-fürdőn keresztül vezetik át a víz eltávolítására. Ezt követi egy hidrofób tisztítószer (például xilol), amely eltávolítja az alkoholt, és végül következik az olvadt paraffin, az átitatószer, amely a xilolt helyettesíti. A paraffin nem képez elég kemény szerkezetet az elektronmikroszkópos vizsgálathoz szükséges nagyon vékony szeletek vágásához. Ehelyett különböző gyantákat használják. Az epoxi gyanta a leggyakrabban alkalmazott beágyazó közeg, de akrilgyantát is használnak, különösen immunhisztokémiás vizsgálatoknál. A gyantával beágyazott szövetekből vastagabb szeletek (0,35 μm-5 μm) is vághatók fénymikroszkópos vizsgálat céljára. Mivel az epoxi és akril gyanták sem keverednek vízzel, itt is szükségessé válik a dehidratálás.

### Beágyazás
Miután a szöveteket megtisztították, kiszárították és átitatták a beágyazó anyaggal, következik a külső beágyazás. Ennek a folyamatnak a során a szövetmintákat folyadékbeágyazó anyaggal (például agar, zselatin vagy viasz) telt öntőformákba teszik, majd ezután kiveszik megdermesztik. Ezt paraffin esetében hűtéssel és epoxigyanták esetében melegítéssel érik el. Az akrilgyantákat hő, ultraibolya fény vagy vegyi katalizátorok polimerizálják. A szövetmintákat tartalmazó kemény blokkok ezután készen állnak a szeletelésre.
Mivel a formalin-fixált, paraffinba ágyazott (FFPE) szövetek végtelenségig tárolhatók szobahőmérsékleten, és nukleinsavak (úgy a DNS, mind az RNS) évtizedekkel a fixálás is után visszanyerhetők, az FFPE (Formalin-Fixed, Paraffin-Embedded) szövetek fontos eszközt jelentenek a történelmi orvosi vizsgálatokban.
A beágyazás végrehajtható fagyasztott, nem rögzített szövetek használatával vízalapú közegben is. Az előfagyasztott szöveteket folyékony beágyazó anyagba, általában vízbázisú glikolba, cryogelbe, OCT-elegybe vagy gyantába, mártják, majd fagyasztással dermesztett blokkokat képeznek.

### Metszés
Fénymikroszkópos vizsgálatnál egy mikrotitomba szerelt acél kés alkalmazható 4 mikrométer vastag szövetszeletek vágására, amelyeket a mikroszkóp üveg tárgylemezére helyeznek fel. A transzmissziós elektronmikroszkópos vizsgálatokhoz egy ultramikrotomba szerelt gyémánt kést használnak 50 nm-es vastagságú szövetdarabok vágására, amelyeket egy 3 milliméter átmérőjű rézhálóra rögzítenek. Ezután a metszeteket megfelelő festékkel színezik.
A szeleteket számos irányban lehet vágni a szövetből. A szövetek kóros értékelésekor a szokásos módszer a függőleges szelvény (a szövet felületére merőlegesen vágott keresztmetszet). Vízszintes (más néven keresztirányú vagy hosszanti) szeletelés, amelyet a szövet hosszúsági tengelye mentén vágnak, gyakran használják a szőrtüszők és a csontosodás mértékének értékelésében. A vízszintes szelvényt érintő metszetet a Mohs-műtétnél és a CCPDMA módszernél (mindkettő bőrrákkal kapcsolatos) alkalmazzák.

#### Fagyasztó mikrotommal
A rögzített vagy nem rögzített szöveteket fagyasztva lehet szeletelni egy kriosztát néven ismert hűtőberendezésbe szerelt mikrotomom segítségével. A fagyasztott metszeteket egy üveglapra helyezik és festhetőek a különböző szövetek közötti kontraszt megerősítésére. A nem fixált fagyasztott metszetek alkalmazhatók olyan vizsgálatokra is, amelyek enzim lokalizálást igényelnek a szövetekben és sejtekben. Bizonyos eljárásokhoz szükséges a szövetek rögzítése, mint például az antitest vizsgálatokhoz kötött immunfluoreszcens festésnél. A fagyasztott metszet segítségével meghatározható, hogy a daganat rosszindulatú-e, amikor azt egy „más” műtéti beavatkozás során találják.

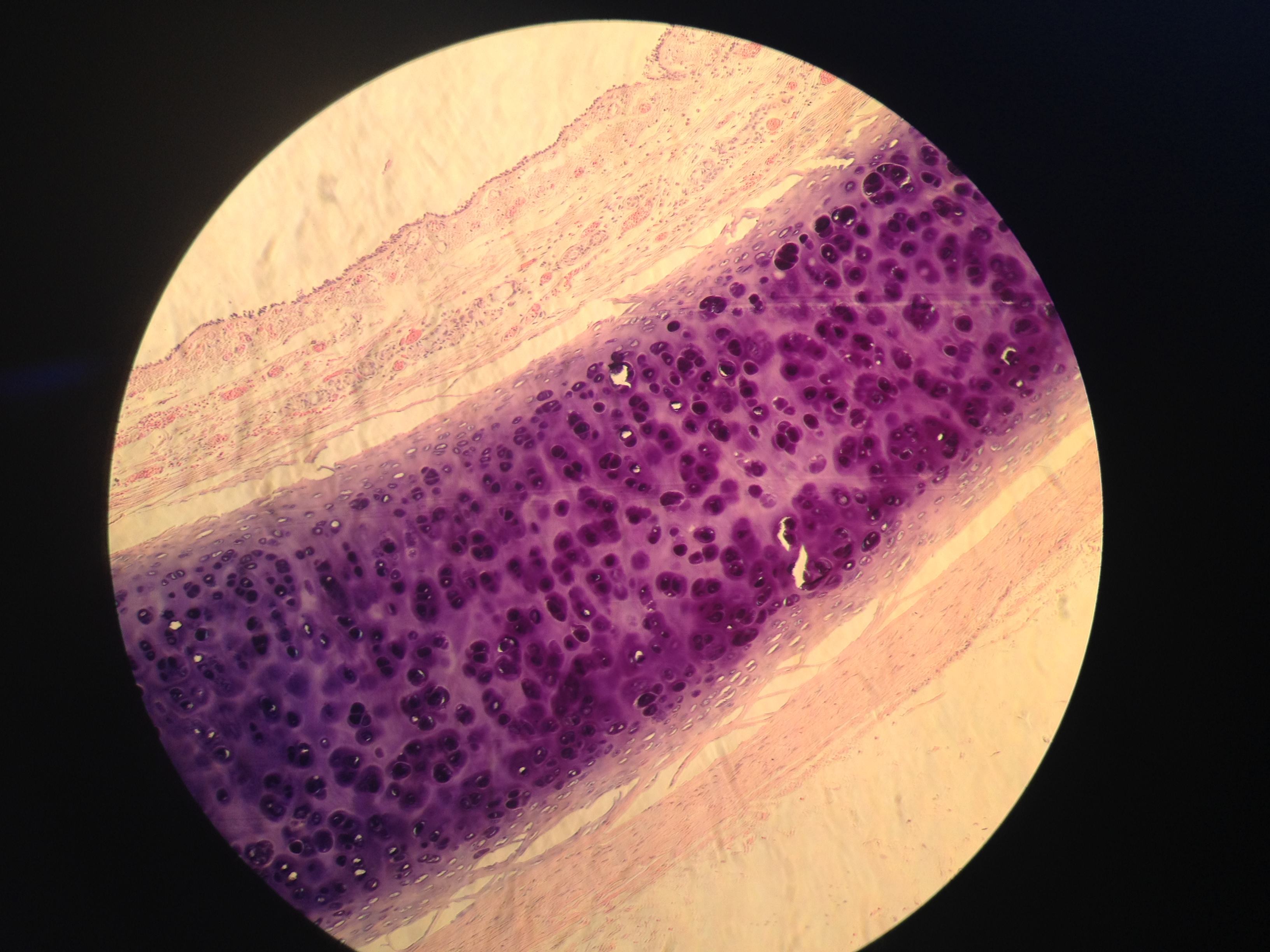
H&E festett légcsőszövet

### Festés

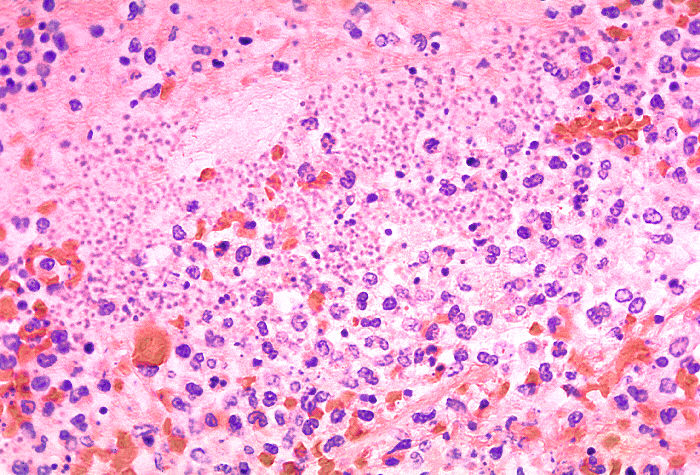
Tüdőpestises szövet felvétele

A biológiai szövetekben nem elég a kontraszt sem a fény-, sem az elektronmikroszkópban. A festést úgy választják meg, hogy növelje a kontrasztot és kiemelje az érdekes sajátosságokat. Amikor a szövetfestés alapjául szolgáló kémiáról beszélnek, akkor a "hisztokémia" kifejezést használják. A hematoxilin és az eozin (H&E festék) a leggyakrabban használt fénymikroszkópos festék a szövettan és a hisztopatológia területén. A hematoxilin, egy bázikus festék, a sejtmagban lévő nukleinsavakhoz való affinitás miatti azt kékre festi míg az eozin egy savas festék, a citoplazmát festi rózsaszínre. Az elektronmikroszkópban vizsgált szövetek kontrasztjának megerősítésére az urán-acetátot és az ólom-citrátot használják leggyakrabban.
Számos egyéb festési technikát alkalmaznak a sejtek és sejtelemek szelektív megfestésére. Az egyik ilyen eljárás magában foglalja a perifériás daganatok vagy műtéti peremek jelölését, amelyekben egy bizonyos festékszínt alkalmaznak egy minta hátsó határán és egy másikat az elülsőn stb. Így azonosítani lehet egy daganat vagy más rendellenesség pontos helyét. A metszetek színezésére használt egyéb vegyületek közé tartoznak a szafranin, az olajvörös O, a kongói vörös, a Fast Green FCF, az ezüstsók és számos olyan természetes vagy mesterséges színezék, amelyek általában a textiliparból származnak.
A hisztokémia a laboratóriumi vegyszerek és a szövetekben lévő komponensek közötti kémiai reakciókkal kapcsolatos tudományára utal. Egy gyakran elvégzett hisztokémiai vizsgálat a Prussian blue reakció, melyet vastartalom kimutatására használnak olyan betegségekben, mint a hemochromatosis (bronzdiabétesz).
A szövettani mintákat gyakran radioaktív technikával vizsgálják. A hisztodiográfiában egy festett metszetet röntgennel átvilágítanak. Gyakrabban az autoradiográfiát használják, olyan helyek vizualizálásához ahova a radioaktív anyag szállítódott a szervezetben. A mikroszkopikus szinten végzett autoradiográfiás vizsgálat során a tárgylemezt rádióaktiv emulzióba mártják, amely kiszárítva az expozíciós réteget képezi. Az ezüstszemcsék a filmen sötét látóterű mikroszkóppal láthatók.
Az utóbbi időben antitesteket alkalmaztak fehérjék, szénhidrátok és lipidek megjelenítésére. Ezt a folyamatot immunhisztokémiának, és ha a festett elem egy fluoreszkáló molekula, akkor immunfluoreszcenciának nevezik. Ez a technika nagymértékben megnövelte a sejtkategóriák mikroszkóp alatt történő azonosításának lehetőségét. Más fejlett technikák, például a nem radioaktív in situ hibridizáció kombinálható immunokémiával olyan specifikus DNS- vagy RNS-molekulák azonosítására, amelyek fluorescens próbákkal vagy tagokkal vannak ellátva. Fluoreszcenciamikroszkópot és Konfokális pásztázó mikroszkópot alkalmaznak a jó intracelluláris részletességű fluoreszcens jelek kimutatására. A digitális kamerákat egyre inkább felhasználják a szövettani és hisztopatológiai képek készítésére.

## Gyakori laboratóriumi festékek
| Festék                            | Használati terület                                           | Sejtmag                    | Citoplazma       | Vörösvérsejt    | Kollagén rostok | Főleg ezt színezi |
| --------------------------------- | ------------------------------------------------------------ | -------------------------- | ---------------- | --------------- | --------------- | --- |
| Haematoxylin                      | Általános festés az eozinnal (azaz H&E-vel)                  | narancs, ciánkék vagy zöld | kék/barna/fekete | -               | -               | Nukleinsavak — kék ER (endoplazmatikus retikulum) — kék |
| Eosin (hajnalpír)                 | Haematoxilinnel (azaz H&E-vel) párosított általános festés,  | -                          | rózsaszín        | narancsvörös    | rózsaszín       | Rugalmas rostok — rózsaszín Kollagénszálak — rózsaszín Retikuláris rostok — rózsaszín                                                                                     |
| Toluidinkék                       | Általános festés                                             | kék                        | kék              | kék             | kék             | A hízósejt granulátumok — lila |
| Masson trichrome festék           | Kötőszövet                                                   | fekete                     | piros/rózsaszín  | piros           | kékeszöld       | Porcszövet — kék / zöld Izomszálak — piros |
| Mallory-oldat (Azan-festés)       | Kötőszövet                                                   | piros                      | halvány piros    | narancs         | sötétkék        | Keratin — narancs Porc — kék Csont mátrix — mély kék Izomszálak — piros                                                                                                   |
| Weigert elasztikus festéke        | Elasztikus rostok                                            | kék/fekete                 | -                | -               | -               | Rugalmas rostok — kék / fekete |
| Heidenhain AZAN trichrome festéke | Megkülönbözteti a sejteket az extracelluláris komponensektől | piros/lila                 | rózsaszín        | piros           | kék             | Izomszálak — vörös Porc — kék Csont mátrix — kék |
| Ezüstsók (Golgi-impregnáció)      | Retikuláris rostok, idegrostok, gombák                       | -                          | -                | -               | -               | Retikuláris rostok — barna/fekete idegrostok — barna/fekete gombák — fekete                                                                                               |
| Wright festéke                    | Vérsejtek                                                    | kékes/lila                 | kékes/szürke     | piros/rózsaszín | -               | Neutrophil granulátumok — lila/rózsaszín Eozinofil granulátumok —világos vörös/narancssárga Basophil granulátumok — mély lila/ibolya trombocita granulátumok — piros/lila |
| Orcein                            | Elasztikus rostok                                            | sötétkék                   | -                | élénkvörös      | rózsaszín       | Elasztikus rostok — sötétbarna Hízósejtek granulátumok — lila Sima izom — világoskék                                                                                      |
| PAS (Perjódsav+Schiff-reagens)    | Alapmembrán, szénhidrátok lokalizálása                       | kék                        | -                | -               | rózsaszín       | Glikogén és más szénhidrátok — magenta |

A táblázat forrása: Michael H. Ross – Wojciech Pawlina: Szövettan: A szöveg és Atlas. Hagerstown, MD: Lippincott Williams & Wilkins. 2006.  ISBN 0-7817-5056-3 
A neuronok azonosításában a Nissl- és a Golgi-módszert használják.

### Alternatív technikák
A műanyag beágyazást általában az elektronmikroszkópos metszetek készítéséhez használják. A szövetek epoxi gyantába vannak ágyazva. Nagyon vékony szeleteket (vékonyabb mint 0,1 mikrométer) vágnak gyémánt vagy üveg kések segítségével. A metszeteket nehézfém elemekkel (urán, volfrám és ólom) "festik", hogy az elektronmikroszkóppal látható legyen.

## Műtermékek
A műtermékek olyan struktúrák vagy jellemzők a szövetben, amelyek zavarják a normális szövettani vizsgálatot. Ezek nem mindig vannak jelen a normális szövetekben, és származhatnak kívülről. A műtermékek zavarják a szövettani vizsgálatot megváltoztatván a szövet megjelenését és elrejtve a struktúrákat. A műtermékek két kategóriára oszthatók:

### Szövetvizsgálat előtti
Ezek a tulajdonságok és struktúrák, amelyeket a mintagyűjtés előtt kerültek a szövetbe. Ilyenek például a tetoválás és szeplők (melanin) bőrmintákban.

### Szövetvizsgálat utáni
A műtermékek a szövet feldolgozásból származhatnak. A feldolgozás általában olyan változásokhoz vezet, mint a zsugorodás, bizonyos sejt-összetevők kimosódása, a különböző szövetek színváltozása és a szövetek szerkezetének megváltozása. Mivel ezeket laboratóriumban okozzák, a poszt-hisztológiai műtermékek nagy része elkerülhető vagy eltávolítható miután felfedezik. Jellemző példa a higanypigment, amelyet a Zenker-fixálóval történt metszet rögzítés után marad hátra.

## Fordítás
Ez a szócikk részben vagy egészben  a   Histology című angol Wikipédia-szócikk fordításán alapul.  Az eredeti cikk szerkesztőit annak laptörténete sorolja fel. Ez a jelzés csupán a megfogalmazás eredetét és a szerzői jogokat jelzi, nem szolgál a cikkben szereplő információk forrásmegjelöléseként.